# Forte de Cuangar
Forte de Cuangar foi uma estrutura de defesa fronteiriça localizada na vila e município de Cuangar, da província do Cuando-Cubango, em Angola. Na madrugada de 31 de Outubro de 1914 o forte foi cenário de um recontro entre forças portuguesas e alemãs, que resultou na morte da maioria da guarnição portuguesa, num incidente que ficou conhecido pelo massacre de Cuangar.

## História
Constituía-se num posto militar guarnecido por forças portuguesas no início do século XX, sede da Capitania-Mor do Cuamato.
No contexto da Primeira Guerra Mundial, na Campanha de Cubango-Cunene, foi atacado por uma força do Império Alemão com metralhadoras pesadas, dizimando a guarnição, episódio que ficou conhecido como "o massacre de Cuangar". Após o saque e incêndio do posto do Cuangar, as forças alemãs atacaram as fracas guarnições dos postos portugueses que, pela Bunja e Sambio, se estendiam até ao Dioico.